# Revue des Études Slaves
«Revue des Études Slaves» (RÉS) — журнал слов'янських студій, видання Інституту слов'янознавства паризького університету, що виходив у Парижі з 1921 року. Крім статей і нотаток RES містить хроніку публікацій слов'янських народів. У 1921 — 69 появилося 48 тт. RES за редакторів А. Мейе, П. Бойе, А. Мазона, А. Ваяна (найдовше редагував А. Мазон).
Україністика RES представлена статті О. Курило, І. Борщака, Ю. Шевельова, М. Шеррер. Хроніку україністики опрацьовували: А. Мазон, А. Мартель, Б. Унбеґаун, І. Борщак, М. Шеррер.